# Матчерский сельсовет
Матчерский сельсовет — сельское поселение в Земетчинском районе Пензенской области Российской Федерации.
Административный центр — село Матчерка.

## История создания
Дата образования поселения – 1929 год. Территорию сельсовета составляют земли, входящие в состав поселения, прилегающие к ним земли общего пользования, рекреационные земли, земли необходимые для развития поселений и целевого назначения. Общая площадь земель составляет 9502  га, в ведении сельсовета – . Удаленность села от областного центра- города Пензы -220 км, от районного центра - р.п. Земетчино-12 км.
Село газифицировано природным газом с 1975 года, имеются 2 водонапорных башни, 7 км водопровода, 58 колодцев.
Численность населения по состоянию на 01.01.2014 года составляет 955 человек.
На левом равнинном берегу реки Выши раскинулось старинное село Матчерка, основанное в начале 18 века. Своё название населенный пункт получил от мордовского термина «мача эрокэ», что означает «низменное заболоченное место». В центре села находилась барская усадьба, принадлежащая Пашковым. Были построены и работали молочная ферма, сырзавод, кирпичный завод,маслозавод и маслодельное училище, в котором обучались дети из сиротских семей.
В 1880 году была открыта школа. Строилась центральная усадьба и жилые дома, некоторые сохранились до настоящего времени. Впоследствии на землях, раскинувшихся вокруг села, были организованы колхозы «Красный меч», «Им. Энгельса», «Им. 17 парт. Съезда», «Им. Ленинского комсомола», Урицкое отделение Земетчинского сахарного комбината. В 1960 году на базе колхозов и отделения сахарного комбината был организован совхоз «Урицкий», который просуществовал до 2003 года, затем прошёл процедуру банкротства и был ликвидирован. На Матчерской земле жили и работали добрые трудолюбивые люди: 4 Героя Социалистического Труда, 10 человек награждены Орденом Ленина, 12 человек – Орденом Трудового Красного Знамени.
Ближайшая  железнодорожная станция расположена в  рабочем поселке Земетчино  на расстоянииот села Матчерка
Из истории села:
По переписи (ревизской сказке 1720 года в селе Покровском (Матчерха тож) значилось 25 дворов. Село получило свое название по церкви - Покрова пресвятой Богородицы.  Название это впоследствии не прижилось. Село стало называться по местности - озеру , расположенному по правому берегу Выши  - "Мача Эрке" - мелкое озеро. Озеро это цело до сих пор, оно начинается от угла леса, напротив Верхней Матчерки и тянется к кордону Кишонкова и далее до п.Люмберцы.  Так эту богатую местность прозвала мордва, часто промышлявшая здесь дичь, дикий мед, и дикоросы (ягоды, грибы, орехи). Село делилось пополам, вверху по течению Выши - Верхняя Матчерха, вниз по течению реки - Нижняя Матчерха (так по транскрипции).
       Вот первые жители села Покровское на 1720 год: Колемасовы, Мордовины, Муленковы, Васюковы, Кузнецовы, Герасины, Мешковы, Селезневы, Маликовы, Кажушкины, Юшкины и др. Все вышеперечисленные крестьяне были переселены Нарышкиным из его различных подмосковных вотчин - села Конобеево, деревни Агламазово, дер. Усть-Выши. Это территория примерно нынешнего города Воскресенска Московской области. Матчерка была первым русским селом на территории нынешнего Земетчинского района. Юридичкий адрес жителей Матчерки был таков: Шацкий уезд, Залесский стан, село Покровское, Матчерха тож.
К первым жителям (1720 год) Матчерки следует также отнести Морозовых, Шашкиных, Грачевых, Ждановых, Могокиных, Зверевых. 
        Страшно-трагическим для Матчерки выдались 1718 и 1719 годы.  Петровская Россия вела войну со шведами и на охрану южных границ сил было мало. Это были годы знаменитого нашествия на Русь крымских татар хана Гирея. Положение усугублялось тем, что в походе на Русь с крымчаками приняли участие кубанские казаки-некрасовцы,  русские, православные по вероисповеданию. Знающие язык и обычаи русских, некрасовцы  уверенно вели татар по Дикому Полю, захватывая работающих в полях крестьян, выведывали данные о селениях , грабили и жгли деревни и селения, пленных детей и женщин тут же за деньги продавали татарам. Легко сбив сторожевые заставы в Спасске и Керенске (Беднодемьновке и Вадинске) татары и казаки внезапно навалились на Ижмору и Ушинку. Эти села были вырезаны почти наполовину, полностью сожжены, значительная часть попала в плен. Матчерские частично  успели разбежаться по окрестным лесам и болотам, непроходимым для татарской и казачьей конницы. Но горькой участи избежать не удалось и им. Были захвачены и уведены в рабство полностью дворы Ждановых, Грачевых, Могокиных, Вельмисовых, Мордвиных, частично дворы Маликовых, Мордовиных, Морозовых, Кузнецовых, Кажушкиных, Стрижковых, Захаровых. Часть матчерских во главе с настоятелем Покровского храма, запершиеся в церкви  были сожжены  татарами. Оставшиеся в живых жители Ушинки, Ижморы покинули свои места и ушли со своих  мест в село Нармушадь, под  охрану Рязани. Вернулись назад только через 8 лет. Пленные матчерцы были уведены в Крым, где были навечно проданы в рабство в Турцию, Египет, Ливию. Впрочем по дороге семеро матчерских сумели убежать от татар и казаков в районе Воронежа и вернуться назад. О них донес Нарышкину рапортом матчерский управляющий Туголуков.  Это Морозов Ефим 25 лет, Колемасов Прохор 18 лет, Маликов Егор 14 лет, Васюков Прокофий 15 лет, Шашкин Егор 14 лет, отец и сын Кузнецовы Григорий и Егор 35 и 14 лет.
Из истории школы села Матчерки
Источник
Статус и границы сельского поселения установлены Законом Пензенской области от 2 ноября 2004 года № 690-ЗПО «О границах муниципальных образований Пензенской области».

## Население
| 2002 | 2010  | 2012  | 2013 | 2014 | 2015 | 2016 |
| ---- | ----- | ----- | ---- | ---- | ---- | ---- |
| 1289 | ↘1052 | ↘1019 | ↘990 | ↘955 | ↘944 | ↘932 |
| 2017 | 2018  | 2021  |      |      |      |      |
| ↘921 | ↘897  | ↘702  |      |      |      |      |

## Состав сельского поселения
| № | Населённый пункт | Тип населённого пункта       | Население |
| - | ---------------- | ---------------------------- | --------- |
| 1 | Люмберцы         | посёлок                      | 6         |
| 2 | Матчерка         | село, административный центр | ↘1046     |